# Batalla naval de Port del Comte
La batalla naval de Port del Comte fou un dels enfrontaments de la Revolta de Sardenya, emmarcada en la Guerra veneciano-genovesa.

## Antecedents
Durant la primera guerra la Corona d'Aragó es va aliar amb la República de Venècia, participant amb trenta-tres galeres comandades per Ponç de Santa Pau que derrotaren els genovesos a la batalla del Bòsfor el 1352.
En 1353 Bernat II de Cabrera comandà un estol de 46 galeres que s'havien reunit a Menorca, salpant de Maó el 18 d'agost, arribant a l'Alguer el 25 d'agost, on s'hi trobaren amb 20 galeres venecianes comandades per Nicolau Pisani. Una flota genovesa de 60 galeres comandada per Antonio Grimaldi pretenia atacar les dues flotes per separat.

## Batalla
La flota de Bernat II de Cabrera i Nicolau Pisani, empesa pel vent de xaloc, derrotà el 27 d'agost de 1353 a la genovesa al Port del Comte, als afores de l'Alguer.

## Conseqüències
Els genovesos van perdre 33 galeres i van patir 2.000 morts i foren capturats 3.500 presoners. La derrota genovesa va permetre la conquesta de l'Alguer a Bernat II de Cabrera, que va deixar de capità Gispert de Castellet amb una guarnició i va marxar amb els presoners, les galeres pròpies i les capturades en direcció a Càller, però tan bon punt Bernat de Cabrera va marxar, la ciutat es rebel·là massacrant la guarnició, i Gispert de Castellet va fugir.
Quan va conèixer la situació a l'Alguer, Bernat II de Cabrera va atacar derrotant els revoltats a la batalla de Quart, però va ordenar evacuar l'illa davant de la importància de la revolta. Tement la resposta catalana, Gènova va enviar un nombrós contingent toscà, genovès i llombard, però Pere el Cerimoniós va conquerir l'Alguer l'any següent.
La derrota va deixar tan afeblida la República de Gènova que es va veure obligada a oferir la senyoria a Joan Visconti, el senyor de Milà.